# En la escalera oscura
The Dark at the Top of the Stairs (conocida en Latinoamérica como En la escalera oscura) es una película dramática estadounidense de 1960 dirigida por Delbert Mann y protagonizada por Robert Preston y Dorothy McGuire.
La actriz Shirley Knight obtuvo una nominación al Oscar como Mejor Actriz de Reparto y Lee Kinsolving fue nominado al Globo de Oro como Mejor Actor de Reparto. Knight también fue nominada a dos Globos de Oro. La dirección de Mann fue nominada al premio del Directors Guild of America a la mejor dirección en un largometraje. 
La película se basó en la obra de teatro del mismo nombre de 1957 nominada al premio Tony de William Inge.

## Sinopsis
Tras un largo periodo de dificultades económicas que deterioran su relación con Cora, Rubin pierde su empleo. En plena crisis, Cora decide pedirle ayuda a su hermana, aunque pronto descubre que se halla en una situación sentimental peor que la suya. Rubin y Cora tendrán que relegar sus problemas a un segundo plano cuando se den cuenta de que su hija Renny los necesita: se está haciendo una mujer y acaba de enamorarse.

## Reparto
- Robert Preston como Rubin Flood
- Dorothy McGuire como Cora Flood
- Eve Arden como Lottie Lacey
- Angela Lansbury como Mavis Pruitt
- Shirley Knight como Reenie Flood
- Lee Kinsolving como Sammy Golden
- Frank Overton como Morris Lacey
- Robert Eyer como Sonny Flood
- Penney Parker como Flirt Conroy
- Ken Lynch como Harry Ralston
- Paul Birch como Jonas Mills (no acreditado)
- Peg LaCentra como Edna Harper (no acreditada)
- Nelson Leigh como Ed Peabody (no acreditado)
- Charles Seel como Percy Weems (no acreditado)
- Mary Patton como Ralston (no acreditada)

## Producción
Warner Bros. anunció en enero de 1960 que produciría una versión cinematográfica de la obra de Inge, dirigida por Delbert Mann y protagonizada por Robert Preston y Dorothy McGuire.
Durante los ensayos de la producción, Mann utilizó el mismo proceso que había utilizado desde su primera película, Marty, en 1955. Primero, el elenco leyó todo el guion y luego lo ensayaron completo en el set antes de filmar. La película entró en producción a finales de enero,  pero a principios de marzo, se avecinaba una huelga de actores, prevista para el 7 de marzo. Warner Bros. cambió a horarios de producción de siete días a la semana para completar el rodaje antes de la huelga. 
A mediados de julio, se anunció que The Dark at the Top of the Stairs encabezaría el lanzamiento de la temporada de otoño, y se inauguró en el Radio City Music Hall de Nueva York el 22 de septiembre de 1960.